# Dodatek nadzwyczajny
Dodatek nadzwyczajny – rewia wystawiana w teatrze "Morskie Oko" w 1933 roku.
Premiera odbyła się 14 stycznia 1933 roku. Przedstawienie było grane do 12 lutego 1933.  28 stycznia druga część rewii była transmitowana w Polskim Radiu. Dekoracje wykonał Józef Galewski. Tematem rewii było poszukiwanie zaginionej panny. Miał to być "reportaż sceniczny" z akcją przedstawiającą życie podziemne Warszawy. Poszukiwacze wędrowali po różnych miejscach Warszawy, w salach balowych Politechniki, w Kasie Chorych, lokalach komisariatów, "Cyrku" na Dzikiej, dancingu z "monopolem" na kokainę,  mostem kolejowym, Karcelaku. Temat Karcelaku był wtedy popularny ze względu na proces "taty Tasiemki".  Przedstawienie było w 20 odsłonach (scenach), m.in. były to: "Chłopcy z gazetami", "W komisjariacie", "W Kasie Chorych", "Nad Wisłą", "W Cyrku na Dzikiej", "W redakcji", "Pod latarnią", "Bal w Politechnice", "Kokaina na dancingu", "Lotny dom gry", W szkole sztuk pięknych", "W palarni opium", "Na Bielanach", "U ministra", "Seans spirytystyczny", "Na Karcelaku", "U Joska na Gnojnej". Spektakl był też współczesną satyrą polityczną z wieloma odnośnikami do ówczesnych wydarzeń.

## Piosenki
Z tego przedstawienia pochodzą m.in. piosenki: Opium: valse mystériéuse (nocą skrzydła sów łopocą) (Artur Gold – Andrzej Włast), Biały walc (Zygmunt Wiehler – Andrzej Włast), Warszawo, moja Warszawo (obraz "Nad Wisłą", Szymon Kataszek, Zygmunt Karasiński – Andrzej Włast), Czemuś o mnie zapomniał? (słowa Andrzeja Własta, muzyka Szymon Kataszka, I nagroda na konkursie Morskiego Oka wybrane przez jury i plebiscyt publiczności jako najpiękniejsze tango sezonu 1933), Don Pedro tango gra, Uśmiechnij się (Jerzy Rosner – Andrzej Włast).
Przypuszczalnie grany był też  Bal u Starego Joska (Bal na Gnojnej) (Fanny Gordon – Leopold Brodzinski, Julian Krzewiński).

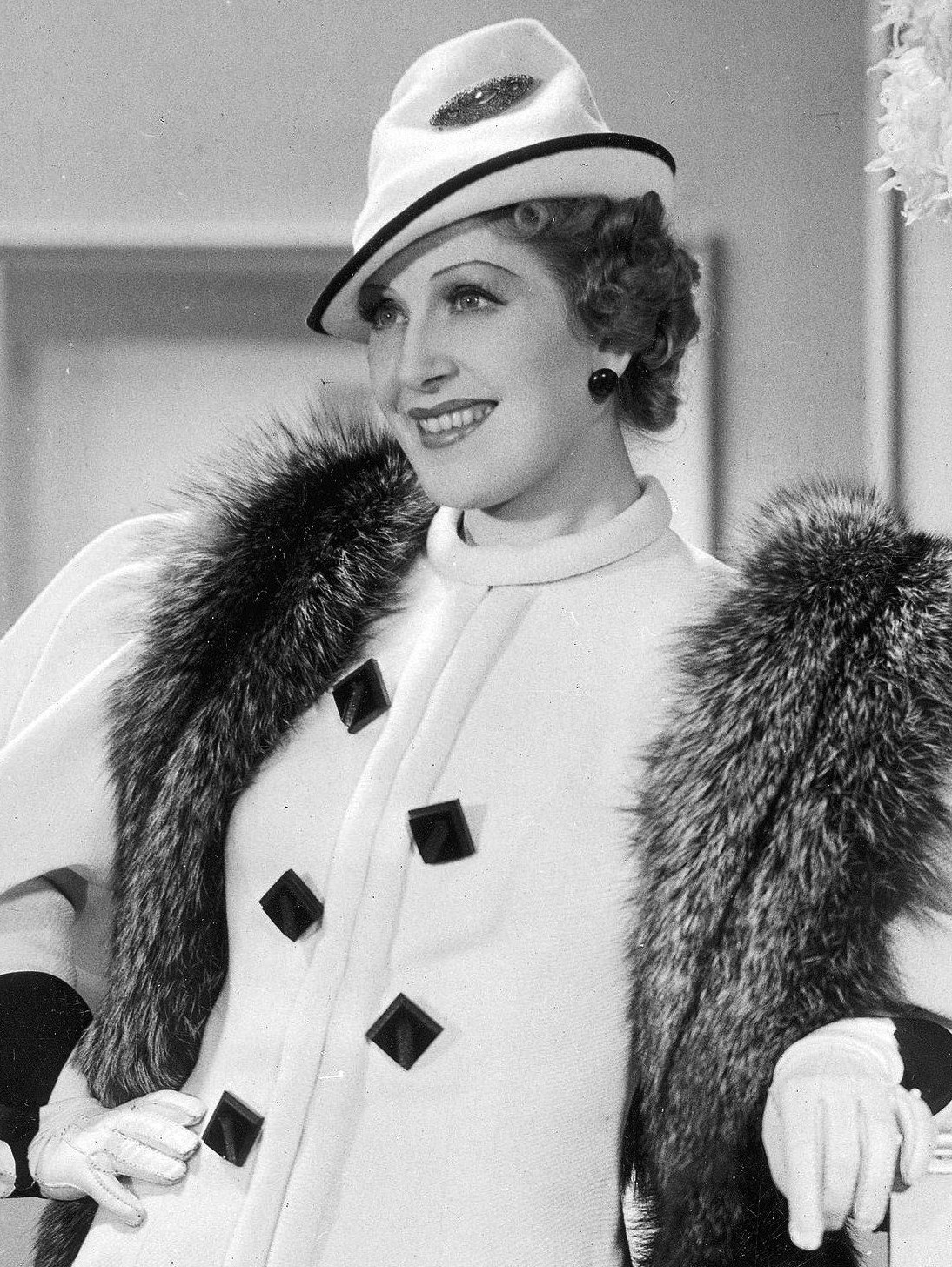
Tola Mankiewiczówna

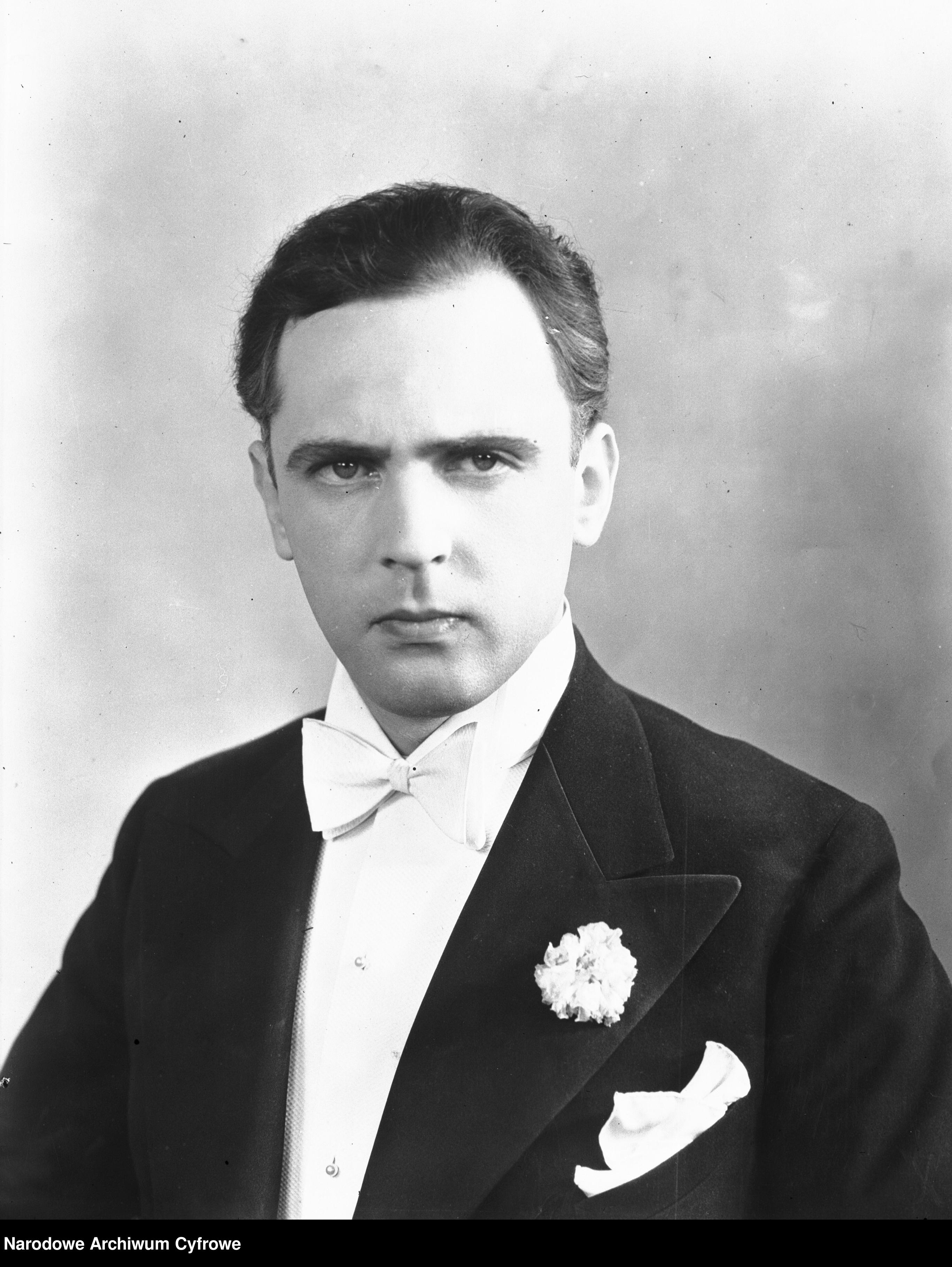
Aleksander Żabczyński (1931)

## Aktorzy i odsłony
W przedstawieniu występowali Tola Mankiewiczówna, "królowa polskiego tanga" Stanisława Nowicka, Wawa (Wacława Szczuka), Irena Skwierczyńska, Żena Alesso, Władysław Walter, Kazimierz Krukowski, Aleksander Żabczynski, Czesław Skonieczny, Jan Woycieszko, Jerzy Boroński, Edmund Minowicz i 12 girls "Morskiego Oka".

### Dodatek nadzwyczajny
Chłopcy z gazetami – 12 Girls.

### Spotkanie
Nieznajoma – Tola Mankiewiczówna. Dziennikarz – Aleksander Żabczyński

### W komisariacie
Komisarz – Edmund Minowicz. Posterunkowy – Jan Woycieszko. Nieznajoma – Tola Mankiewiczówna. Dziennikarz – Aleksander Żabczyński. Mąż – Jerzy Boroński. Żona – Irena Skwierczyńska. Córka – Żena Alesso. Synek.

### W kasie chorych
Woźny – Czesław Skonieczny. Nieznajoma – Tola Mankiewiczówna. Dziennikarz – Aleksander Żabczyński.

### Nad Wisłą
Nieznajoma – Tola Mankiewiczówna. Dziennikarz – Aleksander Żabczyński.

### W Cyrku na Dzikiej
Obrońca – Władysław Walter. Cyrkowiec I – Kazimierz Krukowski. Cyrkowiec II – Jerzy Boroński. Cyrkowiec III – Edmund Minowicz. Kulas – Jan Wycieszko.

### W redakcji
Redaktor – Kazimierz Krukowski. Nieznajoma – Tola Mankiewiczówna. Dziennikarz – Aleksander Żabczyński.

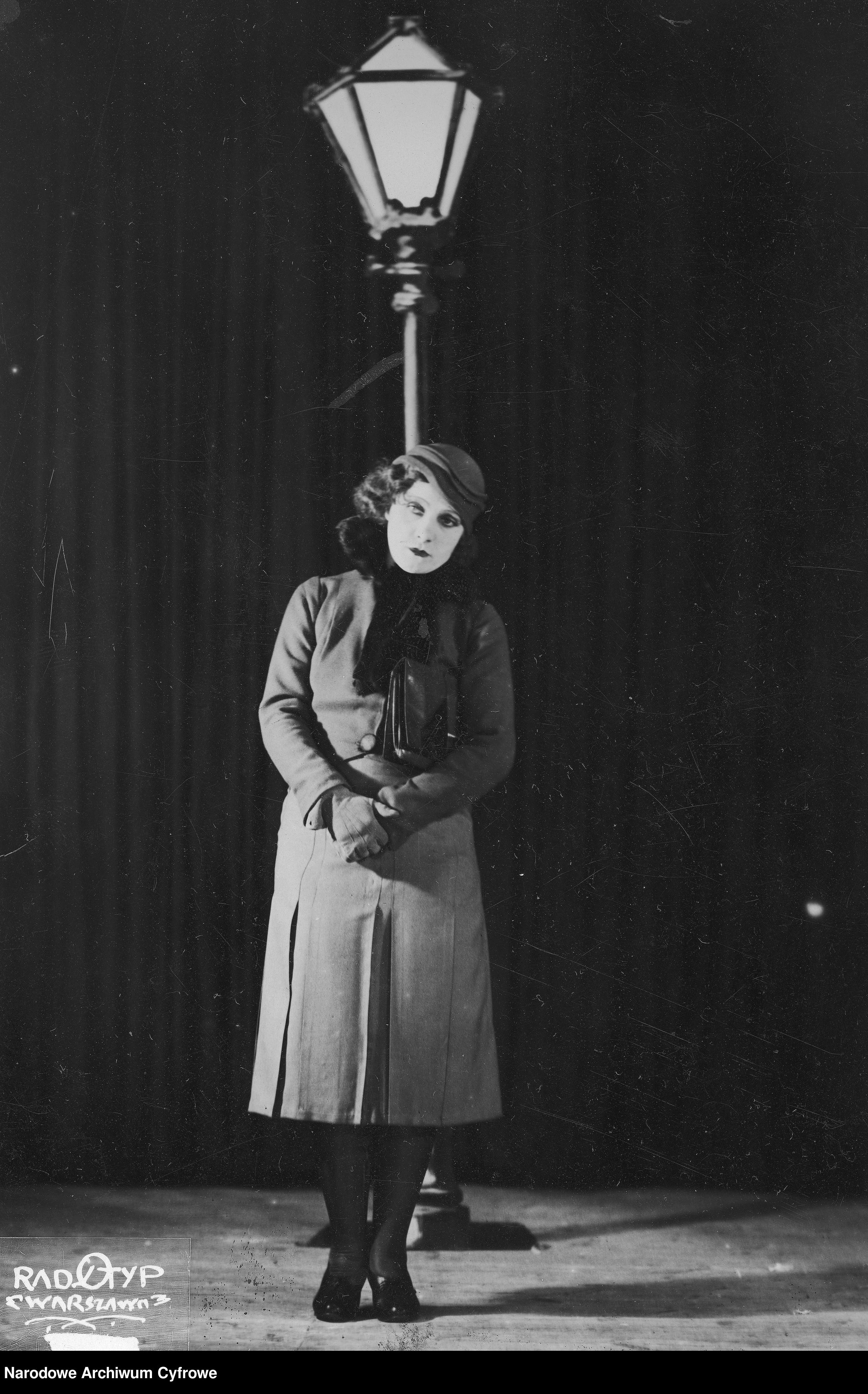
Stanisława Nowicka w przedstawieniu "Dodatek nadzwyczajny" w teatrze "Morskie Oko" w odsłonie "Pod latarnią".

### Pod latarnią
Dziewczyna – Stanisława Nowicka. Nieznajoma – Tola Mankiewiczówna. Dziennikarz – Aleksander Żabczyński.

### Bal w Politechnice (wielki finał)
Panienka – Irena Skwierczyńska, Wieczny student – Władysław Walter. Nieznajoma – Tola Mankiewiczówna. Dziennikarz – Aleksander Żabczyński. Goście na balu – Stanisława Nowicka. Żena Alesso, Wawa. Kazimierz Krukowski. Władysław Walter. Czesław Skonieczny. Jerzy Boroński. Jan Woycieszko. Edmund Mianowicz oraz 12 Girls Morskie Oka.

### Kokaina na dancingu
Kwiaciarka – Stanisława Nowicka. Tancerki – 12 Girls "Morskiego Oka". Nieznajoma – Tola Mankiewiczówna. Dziennikarz – Aleksander Żabczyński.

### Lotny dom gry
Gracz I – Kazimierz Krukowski. Gracz II – Czesław Skonieczny. Gracz III – Jerzy Boronski. Nieznajoma – Tola Mankiewiczówna. Gracze.

### W Szkole Sztuk Pięknych
Dziennikarz – Aleksander Żabczyński. Modele.

### W palarni opium
Nieznajoma – Tola Mankiewiczówna. Dziennikarz – Aleksander Żabczyński. Wizja – Żena Alesso. Służąca.

### Na Bielanach
Nieznajoma – Tola Mankiewiczówna. Dziennikarz – Aleksander Żabczyński. Narciarki – 12 Girls "Morskiego Oka".

### U ministra
Pan minister – Jerzy Boroński. Petent – Czesław Skonieczny. Nieznajoma – Tola Mankiewiczówna. Dziennikarz – Aleksander Żabczyński. Woźny – Jan Woycieszko.

### Seans spirytystyczny
Spirytysta – Edmund Minowicz. Medium – Irena Skwierwczyńska. Nieznajoma – Tola Mankiewiczówna. Dziennikarz – Aleksander Żabczyński. Napoleon – Jerzy Boroński. Rasputin – Czesław Skonieczny. Lopek – Kazimierz Krukowski. Pogorzelska, Ordonówna, Messal, Chevalier – Wawa.

### Na Karcelaku (wielki finał)
Nieznajoma – Tola Mankiewiczówna. Dziennikarz – Aleksander Żabczyński. Ferajna – Stanisława Nowicka. Irena Skwierczyńska. Żena Alesso. Wawa. Kazimierz Krukowski. Władysław Walter. Aleksander Żabczyński. Czesław Skonieczny. Jerzy Boroński. Jan Woycieszko. Edmund Minowicz oraz 12 Girls "Morskiego Oka".

## Odbiór
Recenzentowi Kuriera Warszawskiego Kończycowi podobała się Wawa parodiująca Ordonkę, Pogorzelską, Modzelewską, Messalkę, Chevaliera i Nowicką. Kończycowi podobał się także finał rewii Na Karcelaku i konferansjerska Mankiewiczównej i Żabczyńskiego. Recenzent Robotnika pisał, że pod względem scenografii najlepiej wypadła scena mostu kolejowego, a pod względem nastroju "Cyrk"; taniec opium wykonany został znakomicie przez Alesco, a Walter wykazywał wybitne talenty obrończe. Krytyczną recenzję napisał prawicowy dziennik ABC, krytykując "wulgarność ujęcia", konferansierkę będącą "piłą, zarzynającą spektakl", parodie wykonywane przez "istotę płci bliżej nieustalonej" i "natchnione słowa Andrzeja Własta" oraz ogólnie "starą jałową bzdurą skleconą byle jak z szblonowych numerków". Dziennik 5-rano opublikował równie złą recenzję, wspominano w niej o niedawnym zabójstwie tancerki Igi Korczyńskiej. Ludwik Sempoliński pisał, że w dwa tygodnie po wystawieniu rewii Dodatek nadzwyczajny odszedł twórca teatru Morskie Oko Andrzej Włast.